# Mysmena
Mysmena (лат.) — род пауков семейства Mysmenidae, включающий 48 видов. Распространены повсеместно.

## Виды
По данным сайта World Spider Catalog на 27 января 2016 года род включает 48 видов.
- Mysmena acuminata (Marples, 1955) — Самоа
- Mysmena arcilonga Lin & Li, 2008 — Китай
- Mysmena awari (Baert, 1984) — Новая Гвинея
- Mysmena baoxingensis Lin & Li, 2013 — Китай
- Mysmena biangulata (Lin & Li, 2008) — Китай
- Mysmena bizi Miller, Griswold & Yin, 2009 — Китай
- Mysmena calypso Gertsch, 1960 — Тринидад
- Mysmena caribbaea (Gertsch, 1960) — Ямайка, Тринидад
- Mysmena changouzi Miller, Griswold & Yin, 2009 — Китай
- Mysmena colima (Gertsch, 1960) — Мексика
- Mysmena conica (Simon, 1895) — Алжир
- Mysmena cornigera (Lin & Li, 2008) — Китай
- Mysmena dumoga (Baert, 1988) — Сулавеси
- Mysmena furca Lin & Li, 2008 — Китай
- Mysmena gibbosa Snazell, 1986 — Испания
- Mysmena goudao Miller, Griswold & Yin, 2009 — Китай
- Mysmena guianensis Levi, 1956 — Гайана
- Mysmena haban Miller, Griswold & Yin, 2009 — Китай
- Mysmena incredula (Gertsch & Davis, 1936) — США, Багамы, Куба, Панама
- Mysmena isolata Forster, 1977 — Остров Святой Елены
- Mysmena jinlong Miller, Griswold & Yin, 2009 — Китай
- Mysmena leichhardti Lopardo & Michalik, 2013 — Квинсленд
- Mysmena leucoplagiata (Simon, 1879)typus — Южная Европа до Азербайджана, Израиль
- Mysmena lulanga Lin & Li, 2016 — Китай
- Mysmena maculosa Lin & Li, 2014 — Вьетнам
- Mysmena marijkeae (Baert, 1982) — Новая Гвинея
- Mysmena marplesi (Brignoli, 1980) — Новая Каледония
- Mysmena mooatae (Baert, 1988) — Сулавеси
- Mysmena nojimai Ono, 2010 — Япония
- Mysmena nubiai (Baert, 1984) — Новая Гвинея
- Mysmena phyllicola (Marples, 1955) — Самоа, Ниуэ
- Mysmena quebecana Lopardo & Dupérré, 2008 — Канада
- Mysmena rostella Lin & Li, 2008 — Китай
- Mysmena rotunda (Marples, 1955) — Самоа
- Mysmena santacruzi (Baert & Maelfait, 1983) — Галапагосы
- Mysmena shibali Miller, Griswold & Yin, 2009 — Китай
- Mysmena spirala Lin & Li, 2008 — Китай
- Mysmena stathamae (Gertsch, 1960) — Мексика, Панама, Ямайка
- Mysmena taiwanica Ono, 2007 — Тайвань
- Mysmena tamdaoensis (Lin & Li, 2014) — Вьетнам
- Mysmena tarautensis (Baert, 1988) — Сулавеси
- Mysmena tasmaniae Hickman, 1979 — Тасмания
- Mysmena tembei (Baert, 1984) — Парагвай
- Mysmena vangoethemi (Baert, 1982) — Новая Гвинея
- Mysmena vitiensis Forster, 1959 — Фиджи
- Mysmena wawuensis Lin & Li, 2013 — Китай
- Mysmena woodwardi Forster, 1959 — Новая Гвинея
- Mysmena zhengi Lin & Li, 2008 — Китай